# Holidays in the Sun
"Holidays in the Sun" é uma canção da banda britânica Sex Pistols. Foi lançada como o quarto single da banda em 14 de outubro de 1977, aparecendo depois em seu único álbum de estúdio, Never Mind the Bollocks, Here's the Sex Pistols. Chegou ao oitavo lugar na UK Singles Chart. A revista Rolling Stone a posicionou em 43° na lista das cem melhores canções de guitarra de todos os tempos.